# Moneda de un dólar australiano
La moneda de un dólar australiano (A$1), es la segunda denominación más alta del dólar australiano, solo superada por la moneda de dos dólares; Existen también, ediciones coleccionables de monedas de curso legal de denominaciones incluso más altas (diez, cien, y la moneda de un millón de dólares).
La moneda de un dólar fue emitida por primera vez, el 14 de mayo de 1984, con la intención de reemplazar el billete de un dólar australiano, cuando esta se hallaba aún en circulación, aunque, lo cierto, es que ya existían planes para introducir una moneda de un dólar, desde a mediados de los años 1970s. En el año de lanzamiento, se acuñaron 186.3 millones de monedas, en la Casa de la moneda real australiana, en Canberra.
En la moneda de un dólar, aparecieron tres retratos distintos de la reina Isabel: El primero, creado en 1984 por Arnold Machin; El segundo, usado entre 1985 y 1998, diseñado por Raphael Maklouf; y el tercero, usado desde 1999, diseñado por Ian Rank-Broadley. La moneda incluye una inscripción en su obverso que reza "AUSTRALIA", en la derecha, y otra que reza "ELIZABETH II" ("ISABEL II"), en la izquierda
En el reverso, se muestra una imagen de cinco canguros. Esta imagen fue diseñada por Stuart Devlin, quien diseñó las primeras monedas decimales en 1966
La moneda de A$ 1.00 fue únicamente incluido en los sets de los años 1987, 1988, 1990, 1991, 1992 y finalmente, 2012.
La moneda de uno y dos dólares son de curso legal a menos que la suma exceda 10 veces, el valor facial de la moneda en cuestión

## Ediciones conmemorativas
La casa de la moneda Australiana ha lanzado un número de monedas conmemorativas, desde el lanzamiento de la moneda de un dólar australiano, algunas de las cuales no fueron lanzadas con la intención de circular.
| Año                                                                          | Tema                                                                      | Cantidad acuñada                                   |
| ---------------------------------------------------------------------------- | ------------------------------------------------------------------------- | -------------------------------------------------- |
| 1986                                                                         | Año Internacional de la paz                                               | 25,200,000                                         |
| 1988                                                                         | Conmemoración del Bicentenario de Australia                               | 21,600,000                                         |
| 1993                                                                         | Asociación Landcare                                                       | 18,200,000                                         |
| 1996                                                                         | Sir Henry Parkes                                                          | 26,200,000                                         |
| 1997                                                                         | Anviersario de Sir Charles Kingsford-Smith                                | 24,400,000                                         |
| 1999                                                                         | Año Internacional de las personas mayores                                 | 29,300,000                                         |
| 2001                                                                         | Centenario de la federación australiana                                   | 27,900,000                                         |
| 2001                                                                         | Año Internacional de los voluntarios                                      | 6,000,000                                          |
| 2002                                                                         | Año del interior de Australia                                             | 35,400,000                                         |
| 2003                                                                         | Voluntarios de Australia                                                  | 4,100,000                                          |
| 2003                                                                         | Centenario del sufragio femenino en Australia                             | 10,000,000                                         |
| 2005                                                                         | 60.º Aniversario del fin de la Segunda Guerra Mundial                     | 34,200,000                                         |
| 2007                                                                         | Sede Australiana de Foro de Cooperación Económica Asia-Pacífico           | 20,100,000                                         |
| 2008                                                                         | Centenario de la expedición en Australia                                  | 17,200,000                                         |
| 2009                                                                         | 100º aniversario de la instauguración de la Seguridad social en Australia | 21,300,000                                         |
| 2010                                                                         | Centenario de las chicas exploradoras.                                    | 12,600,000                                         |
| 2011                                                                         | Reunión de los mandatarios de la mancomunidad                             | 9,400,000                                          |
| 2014 -2018                                                                   | Centenario de ANZAC 2014-2018                                             | 21,800,000 (2014)1,300,000 (2015)1,800,000* (2016) |
| 2016                                                                         | 50.º aniversario de la decimalización de Australia                        | 300,000*                                           |
| "" Denota números parciales para 2016 - producción total para ser confirmado |                                                                           |                                                    |
| Referencias:                                                                 |                                                                           |                                                    |